# جوليان يي
جوليان يي هو متزلج فني ماليزي، ولد في 26 مايو 1997 في كوالالمبور في ماليزيا.

## وصلات خارجية
لم يتم العثور على روابط لمواقع التواصل الاجتماعي.